# 무산담주

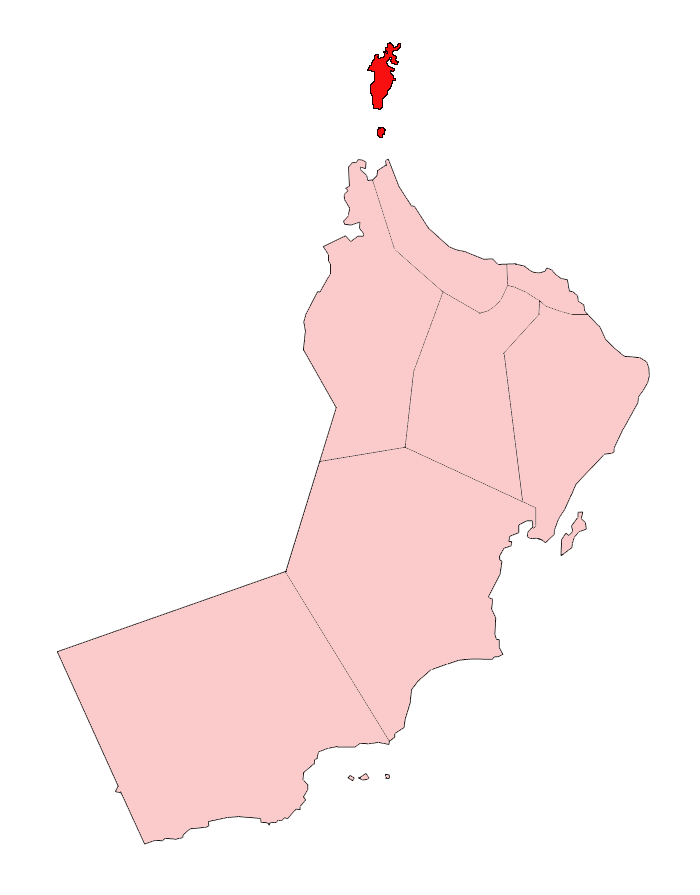
무산담주의 위치

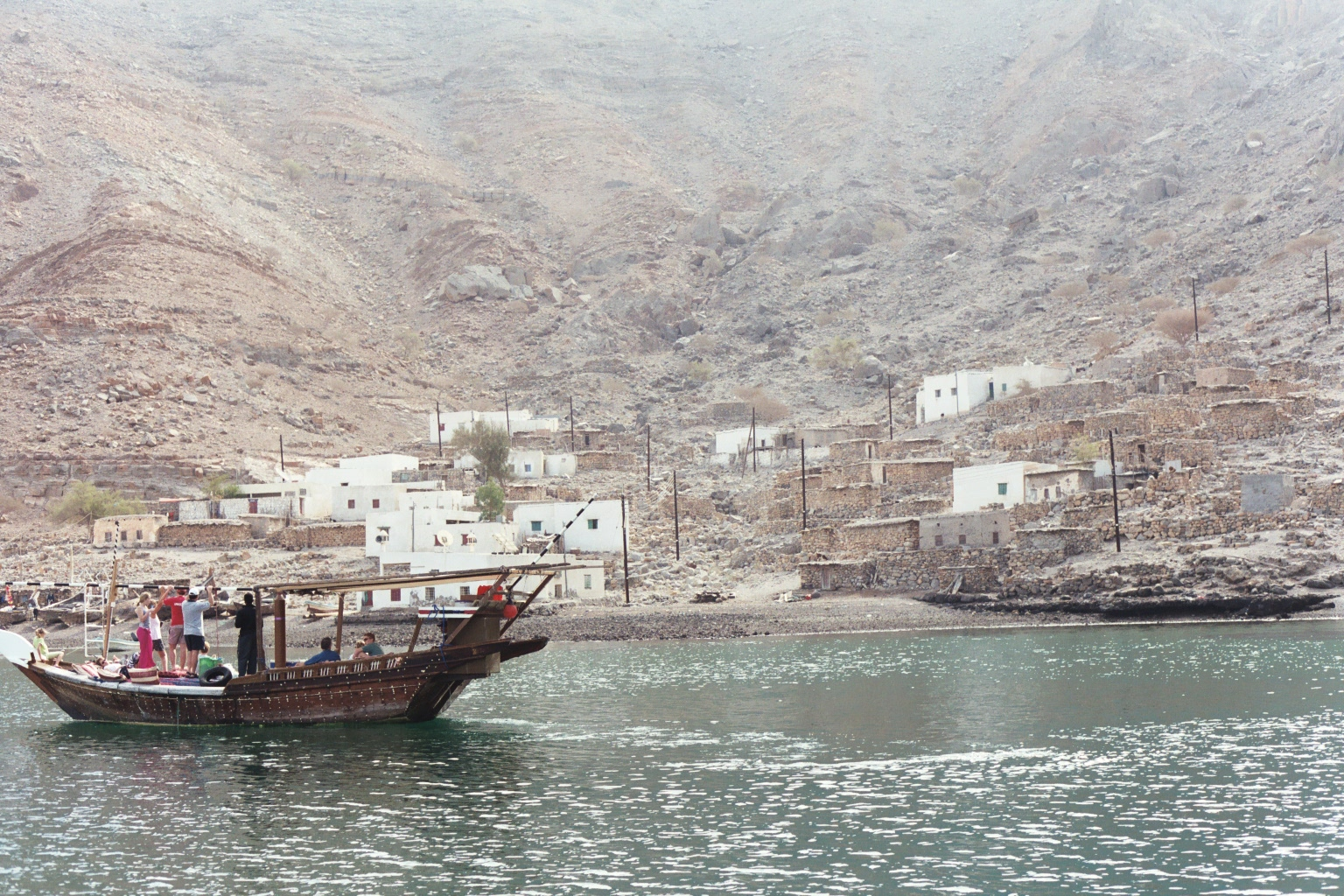
무산담주의 어촌

무산담주(아랍어: مسندم)는 오만 북부에 위치한 주로 주도는 카사브이며 인구는 28,378명(2008년 기준), 면적은 1,800km2이다. 호르무즈 해협과 접하며 아랍에미리트 영토를 사이에 두고 오만 본토와 떨어져 있는 월경지이다. 4개 구를 관할한다.
무산담반도 끝 부분에 있는 마을인 쿰자리에서는 쿰자리어를 사용하는데 이 언어는 아라비아반도 유일의 페르시아어계 언어이다. 쿰자리는 주변 지역은 물론 오만 본토와도 다른 문화적 배경을 갖고 있다. 이슬람교를 믿으며 어업이 주요 산업이다. 현재는 오만의 영토이지만 지리적으로 아랍에미리트와 더 가까워서 아랍에미리트에서도 영유권을 주장하기도 한다.

## 같이 보기
- 중동